# スバル・FB型エンジン
スバル・FB型エンジン（スバル・FBがたエンジン）とは、SUBARU（旧・富士重工業）が製造している水平対向4気筒ガソリンエンジンの系列である。
EJ型エンジンの後継機種として開発された。

## 概要
2010年9月23日発表。燃焼効率の追求と同時に環境性能を引き上げることを目的に開発され、2.0リットル型は内径を⌀92 mmから⌀84 mm（2.5リットル型は⌀94 mm）に縮小するとともに、小さな燃焼室形状へ変更した。ただし、ボアピッチは排気量拡大を見越してEJ20と同一のものにされた。
バルブの駆動方式は、カムシャフト配置の自由度を持たせる目的と摩擦低減の観点から、直打式からローラーロッカーアーム式に変更し、バルブ挟み角を41度から27度へ狭めた。同時に吸気側と排気側のバルブの間隔を126 mmから104 mmへと狭め、小型のシリンダーヘッド形状としたこと、斜め割コンロッドの採用などでストローク量を75 mmから90 mmに拡大し、ロングストローク化したこと、ならびに燃焼改善による中低速のトルク向上と燃費性能の向上（EJ型比で約10 %増）を実現させている。
吸排気側ともに可変動弁機構とした「デュアルAVCS」を採用し、低負荷時はミラーサイクル化している。さらに吸気側のAVCSは、油圧式としては世界初の中間ロック式とし、始動時の制御性を向上させた。また、EGR（排気再循環）クーラーを採用したことで、高負荷時では積極的なEGRの導入が可能となり、デュアルAVCSと合わせ広い領域の燃費向上が図られている。このほか、排ガス性能の向上によって触媒のレアメタル使用量を約30 %削減し、触媒にかかる費用を約50 %減少させた。
大きさについてはEJ型からほぼ引き継がれ、現行車種との互換性も考慮された設計となっている。また、重量についてはピストンとコネクティングロッドで約20 %の軽量化が図られているものの、ロッカーアームとチェーン駆動の採用によって整備・保守を不要化した影響で、約4 kg増加した。ちなみに、FB型は基本的には自然吸気専用エンジンとして設計されており、ピストンとコンロッドの軽量化もそのことを前提に行われていると同時に、アイドリングストップとの組み合わせも熟慮されている。
純正エンジンオイルに関しては、従来の5W-30オイルから省燃費性能を高めた0W-20オイルが、FB型に合わせて新たに設定された。オイル量はタイミングチェーン採用の関係で、EJ型よりも多くなっている。
命名の由来は、Fが "FHI"（富士重工業）と "Future"（未来）、Bが "Brand New、BOXER" の意味を持たせてあり、基幹エンジンとしての思いが込められている。
群馬製作所大泉工場内に新設された専用工場で製造される。

## FB16

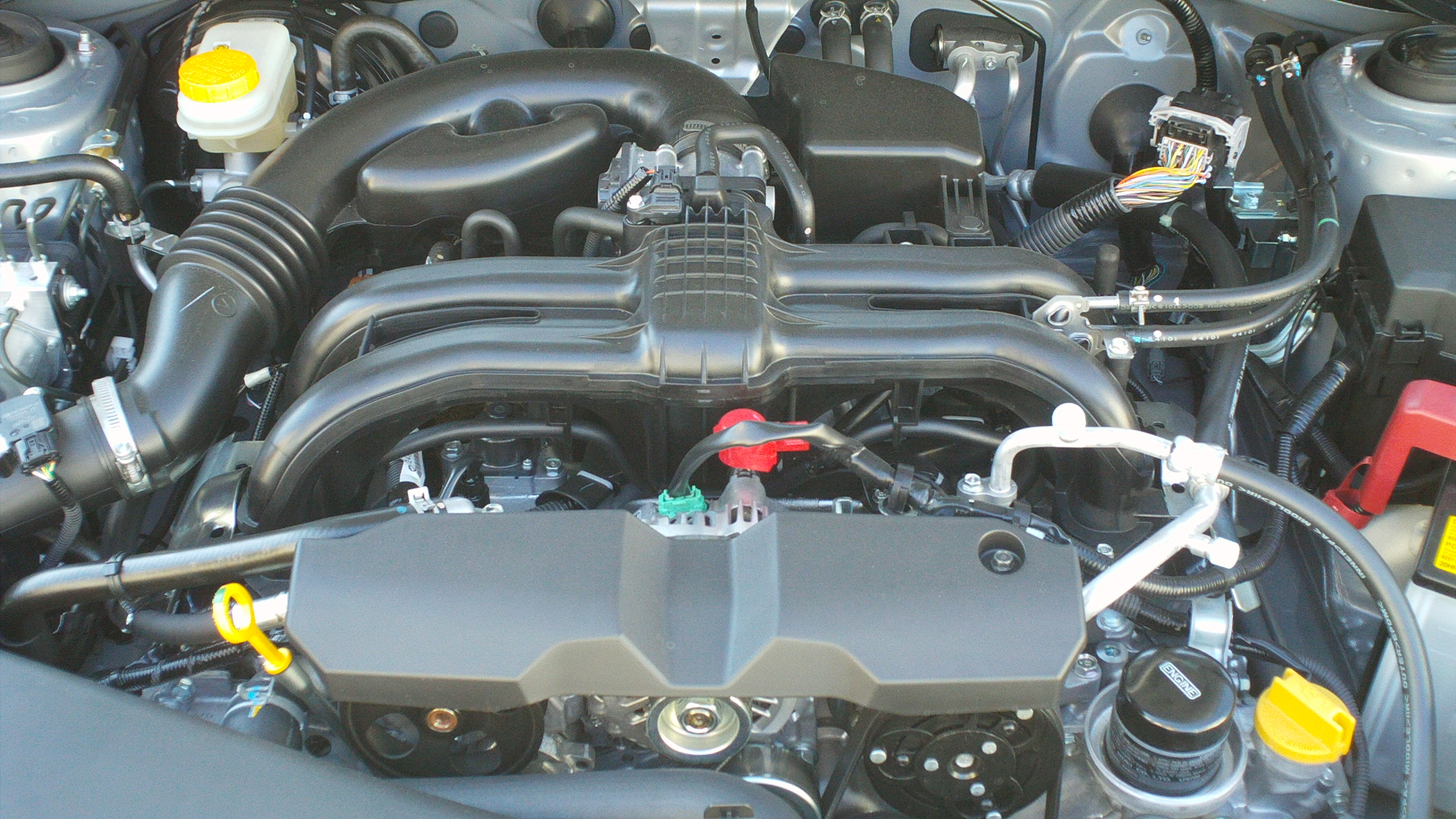
FB16 NA
（2014年式インプレッサG4）

- 種類: 水平対向4気筒DOHC 16バルブ デュアルAVCS EGI（NA）
- 排気量: 1,599 cc
- 内径×行程: 78.8 mm × 82.0 mm (3.10 in × 3.23 in)
- 2012年+ 欧州仕様スバル・インプレッサXV 1.6i、インプレッサスポーツ/インプレッサG4（GP/GJ2.GP/GJ3型 2011年11月 - 2016年9月）
  - 圧縮比: 10.5 : 1
  - 最高出力: 85 kW (115 PS) / 5,600 rpm
  - 最大トルク: 150 N⋅m (15.3 kgf·m) / 4,000 rpm (NA)
- 2017年+ スバル・インプレッサ（欧州仕様）、2018年+ スバル・XV
  - 圧縮比: 11.0 : 1
  - 最高出力: 85 kW (115 PS) / 6,200 rpm
  - 最大トルク: 150 N⋅m  (15.3 kgf·m) / 3,600 rpm (NA)
- 2017年+ 日本仕様スバル・インプレッサ（GT/GK2.GT/GK3型 2016年12月- ）、2018年 + スバル・XV（GT3型 2017年4月- ）
  - 圧縮比: 11.0 : 1
  - 最高出力: 85 kW (115 PS) / 6,200 rpm
  - 最大トルク: 148 N⋅m (15.1 kgf·m) / 3,600 rpm (NA)

### FB16 DIT

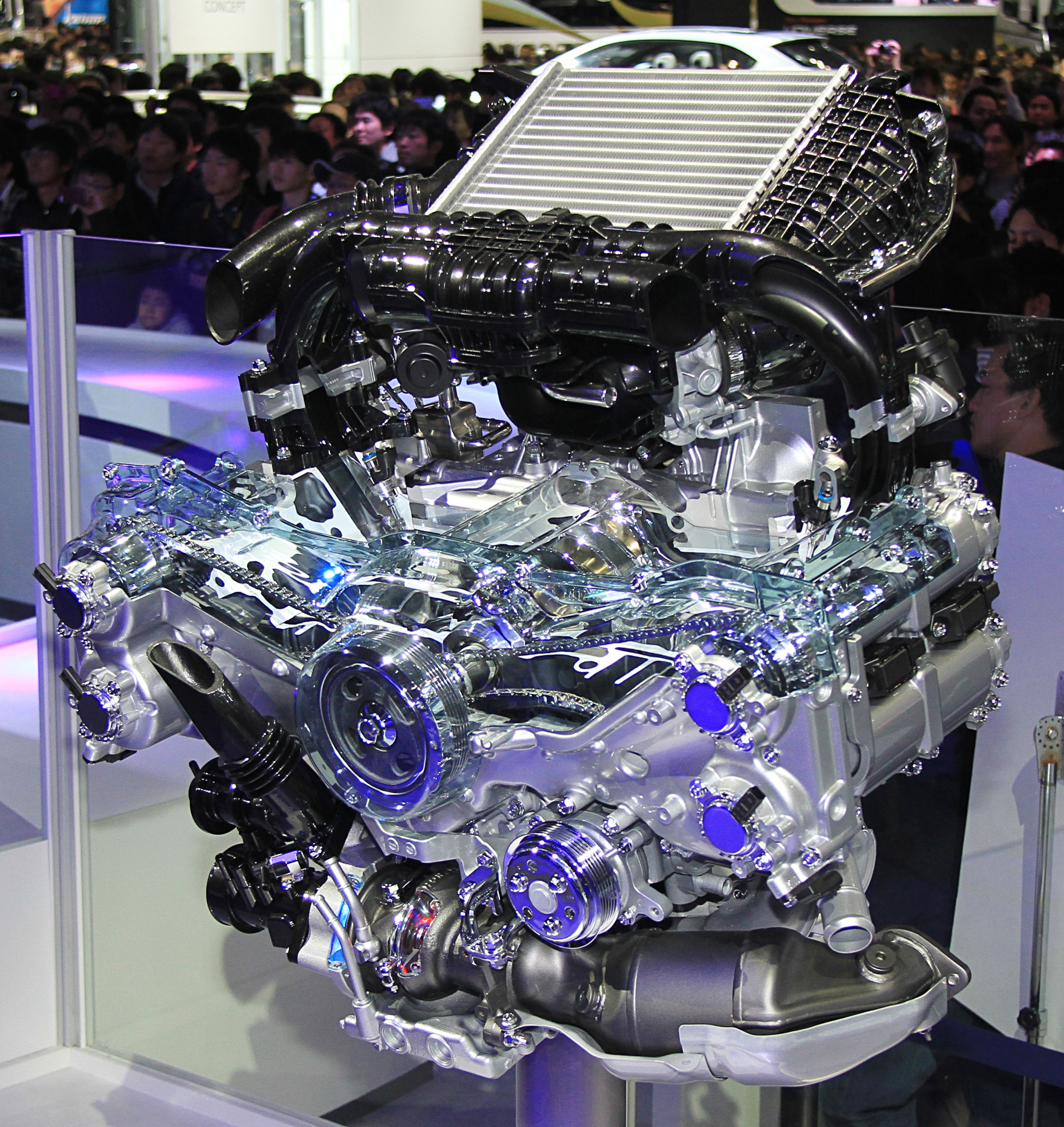
スバルFB16 DIT カットモデル
（東京モーターショー2013出展）

FB16 DIT は、FBシリーズ初のガソリン直噴・ターボチャージャー搭載エンジンであり、2014年のスバル・レヴォーグの基幹エンジンである。レヴォーグには2.0リットル・ガソリン直噴ターボエンジンFA20Fのオプションもあった。
- 種類: 水平対向4気筒DOHC 16バルブ デュアルAVCS ガソリン直噴・ツインスクロールターボ (DIT)
- 排気量: 1,599 cc
- 内径×行程: 78.8 mm × 82.0 mm (3.10 in × 3.23 in)
- 圧縮比: 11.0 : 1
- 2014年+ スバル・レヴォーグ（VM4型、2014年6月 - 2020年5月）
  - 最高出力: 125 kW (170 PS) / 4,800 - 5,600 rpm
  - 最大トルク: 250 N⋅m (25.5 kgf·m) / 1,800 - 4,800 rpm (NA)

## FB20

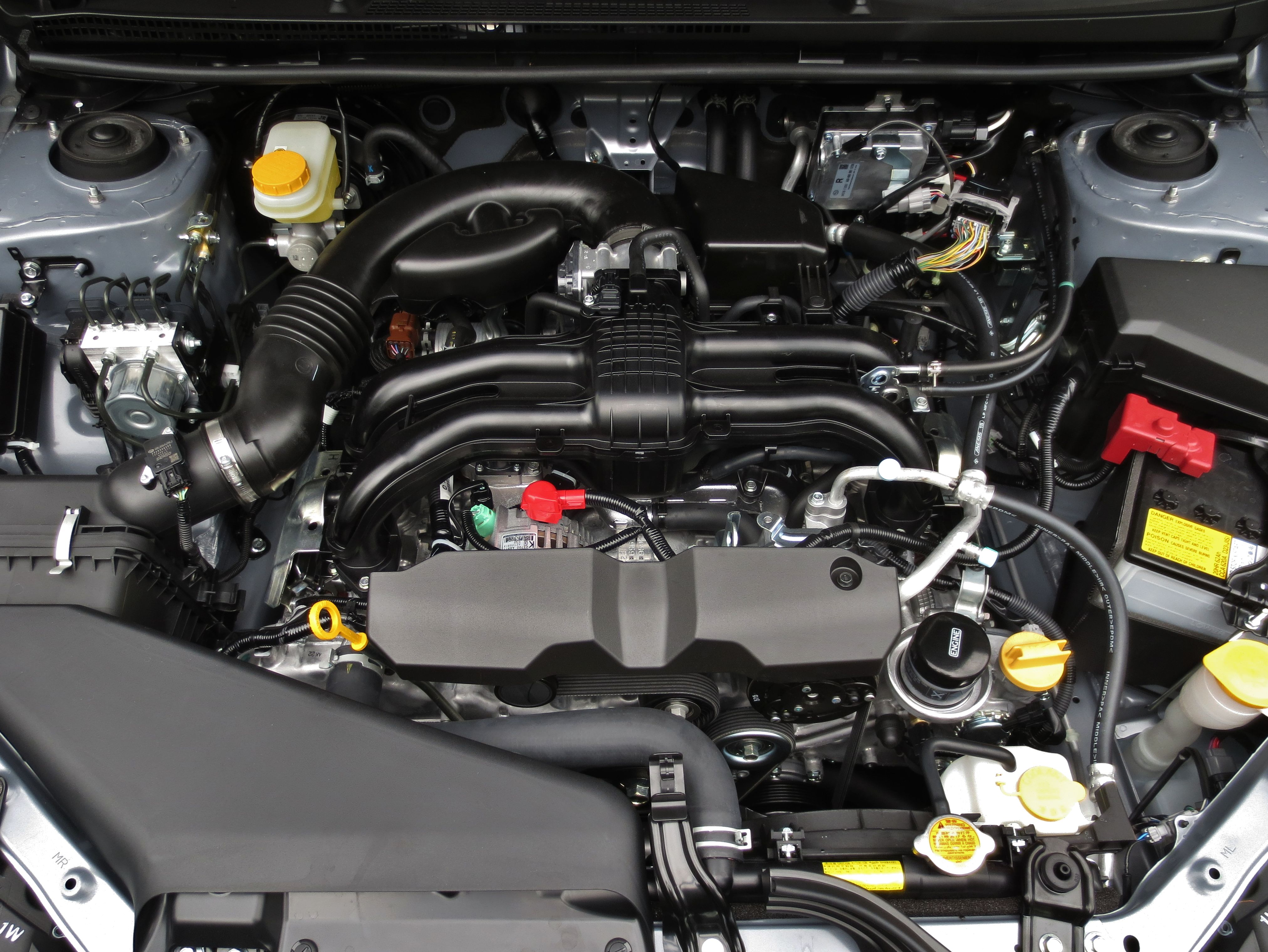
FB20（2015年式XV）

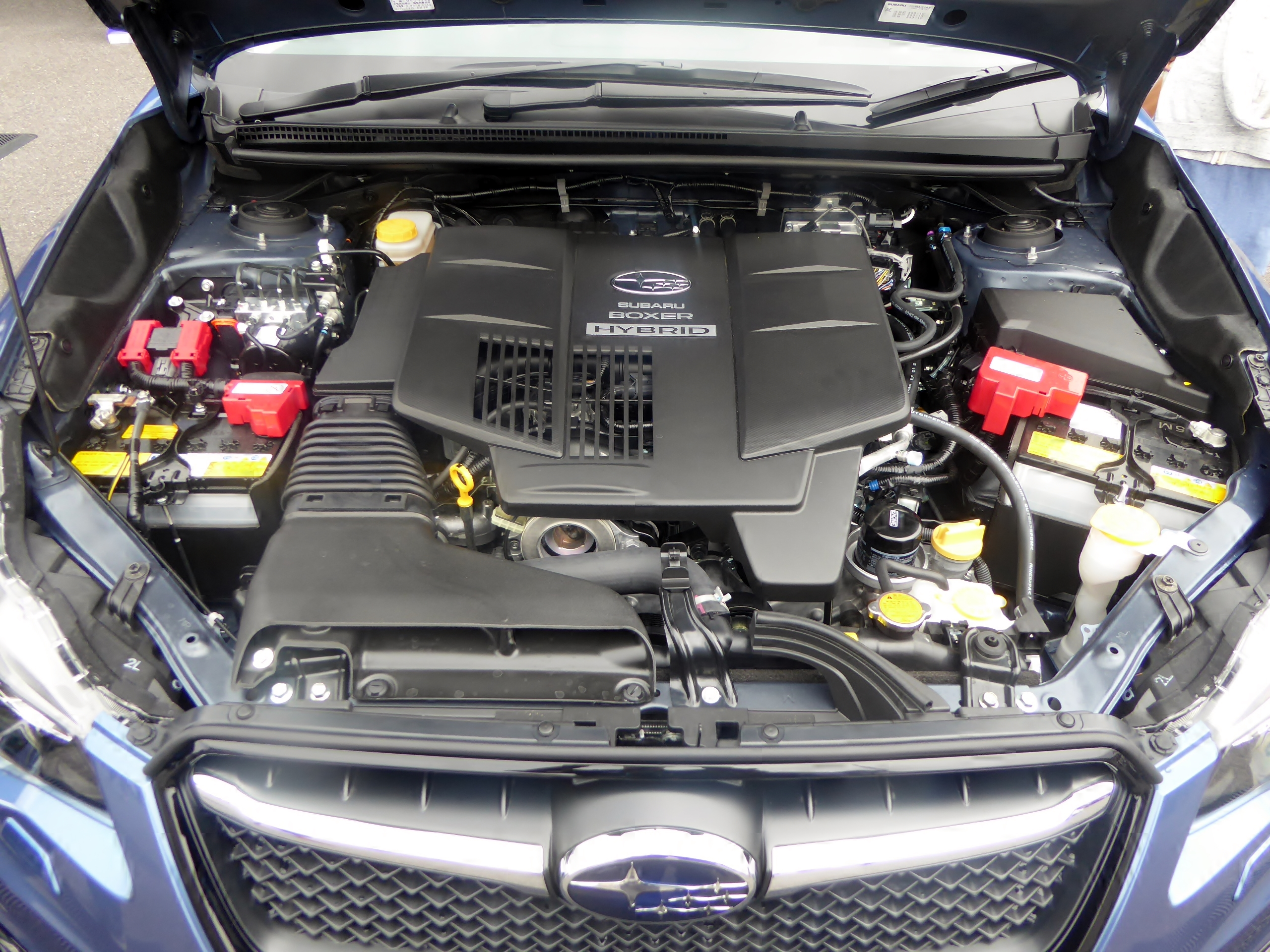
FB20ハイブリッド仕様には専用エンジンカバーと運転席側にもう1個バッテリーが追加設置される（2015年式インプレッサ スポーツ ハイブリッド）

従来のEJ20型は排気量1994 cc、オーバースクエアの内径×行程（92 mm × 75 mm (3.62 in × 2.95 in)）を使用した。比較すると、FB20型はわずかに大きな排気量とアンダースクエアの内径×行程を特徴とする。
共通仕様:
- 種類: 16バルブ デュアルAVCS・EGIまたはガソリン直噴 (DI)
- 排気量: 1995 cc DOHC
- 内径×行程: 84 mm × 90 mm (3.31 in × 3.54 in)
- ボアピッチ: 113.0 mm

### FB20B
- 圧縮比: 10.5 : 1

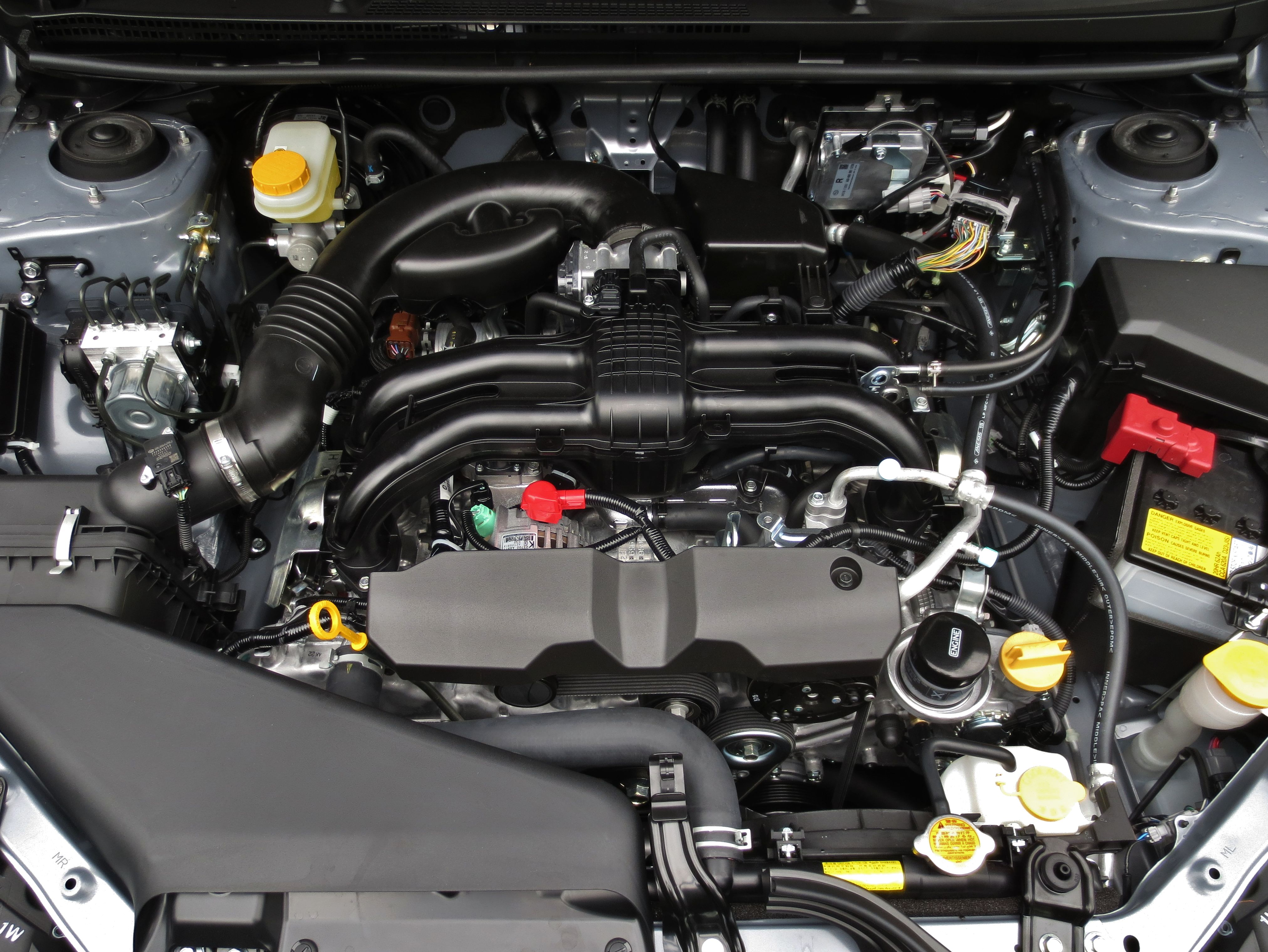
スバルFB20B

- 2011年+ スバル・フォレスター（日本仕様）:[8]
  - 最大出力: 109 kW (148 PS; 146 hp) at 6,000 rpm
  - 最高トルク: 20 kg⋅m (196 N⋅m; 145 lbf⋅ft) at 4,200 rpm
- 2012 - 2016年 スバル・インプレッサ（米国仕様）、2012-2017スバル・XV、2019年+ レヴォーグ（欧州仕様）:
  - 最大出力: 110 kW (150 PS; 148 hp) at 6,200 rpm
  - 最高トルク: 20 kg⋅m (196 N⋅m; 145 lbf⋅ft) at 4,200 rpm

### FB20D
第5世代インプレッサ・セダンおよびハッチバックに用いられた。FB20Bと比較すると、FB20Dは直噴となり、出力と効率がわずかに上昇している。
- 圧縮比: 12.5 : 1
- 2017年+ スバル・インプレッサ[11]（全グレード）、2018年+ スバル・XV/Crosstrek（ベースグレードおよび最上級グレード）[12]
  - 最大出力（日本仕様、米国仕様）: 113 kW (154 PS; 152 hp) at 6,000 rpm
  - 最大出力（欧州仕様、豪州仕様、タイ仕様）: 115 kW (156 PS; 154 hp) at 6,000 rpm

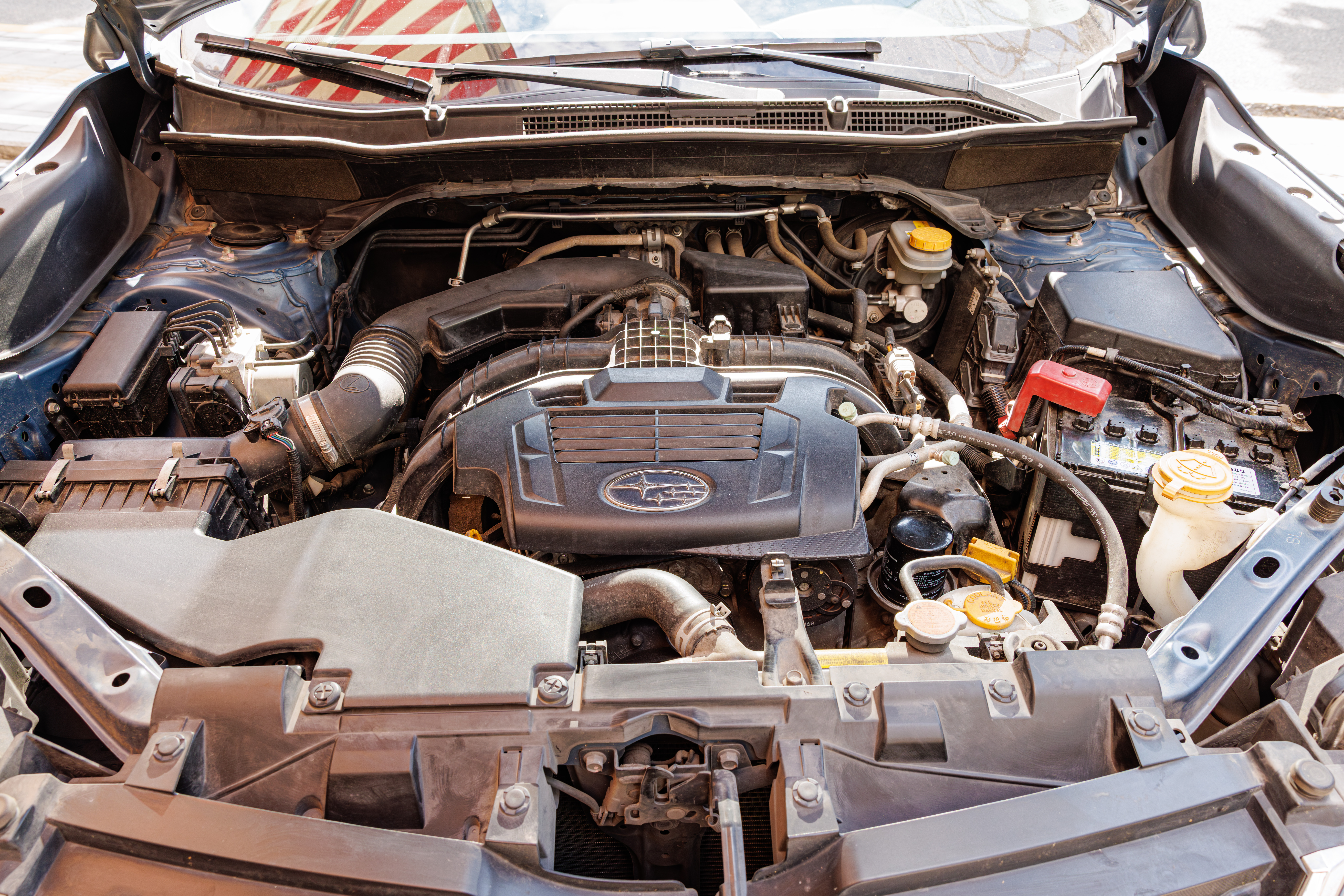
スバル・FB20D (フォレスター SK型 海外仕様)

  - 最高トルク: 20 kg⋅m (196 N⋅m; 145 lbf⋅ft) at 4,000 rpm

### FB20X

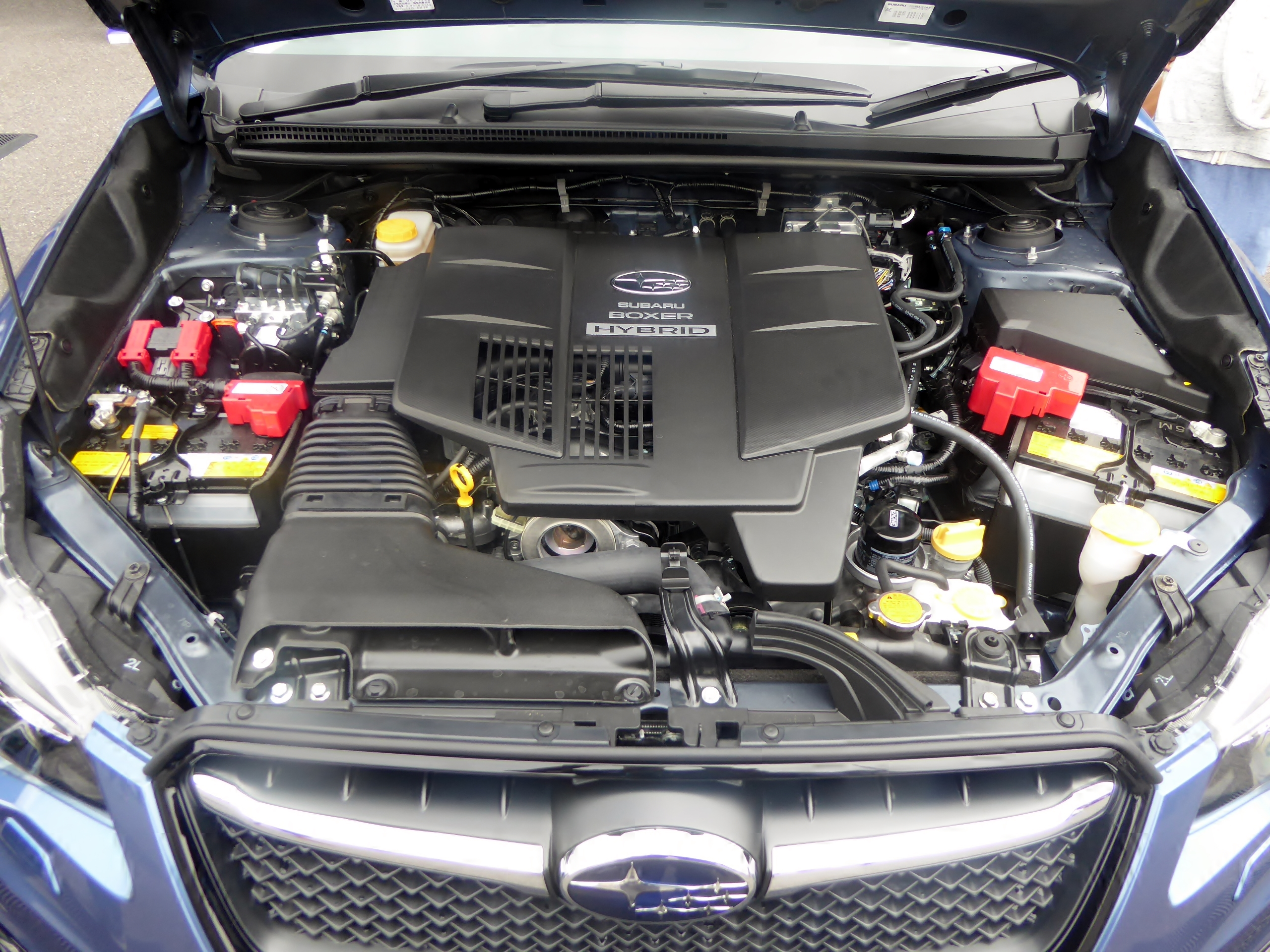
スバルFB20X

それまでのFB20Bを、ハイブリッド駆動系のために内部摩擦を低減させるよう改良したもの。ハイブリッド駆動系はリニアトロニックCVTに電気モーターを組み込んでいる。高圧駆動用バッテリーは前後重量配分をより良くするために荷室の下部に搭載されている。総出力は160 hp (119 kW)とされる。ガソリンエンジンの出力はFB20Bのものと同程度である。
- 圧縮比: 10.5 : 1
- 搭載: 2014–2016年 スバル・XVハイブリッド[16]
- 合計出力:[14]
  - 最大出力: 160 hp (162 PS; 119 kW) at 6,000 rpm
  - 最高トルク: 163 lb⋅ft (221 N⋅m; 23 kg⋅m) at 2,000 rpm
- ガソリンエンジン出力:[17]
  - 最大出力: 148 hp (150 PS; 110 kW)
  - 最高トルク: 145 lb⋅ft (197 N⋅m; 20 kg⋅m)
- 電気モーター出力:[13]
  - 最大出力: 13.4 hp (14 PS; 10 kW)
  - 最高トルク: 48.0 lb⋅ft (65 N⋅m; 7 kg⋅m)

### FB20V
2019年型XV（クロストレック）ではトヨタからの技術供与を受けて開発されたプラグインハイブリッドシステムTH2Aを搭載したモデルが発売された。この新しいハイブリッド駆動系は2つのモーター-発電機ユニットを使用する。駆動モーター（MG2）とバッテリーはそれ以前のXVハイブリッドよりもかなり大きく、プラグインハイブリッド車は限られた距離を電力のみを使って走行することができる。MG2はパラレルハイブリッド稼動の下でも同様に使用される。MG1はスターターモーターとして使われ、シリーズハイブリッド稼動のためにバッテリーを充電する。直噴FB20Vは従来型のFB20Dに比べて性能が抑えられている。
- 搭載: 2019年+ スバル・クロストレック・ハイブリッド (PHEV)（米国市場のみ）
- 合計出力:[20]
  - 最大出力: 148 hp (150 PS; 110 kW)
- ガソリンエンジン出力:[20][21]
  - 最大出力: 137 hp (139 PS; 102 kW) at 5,600 rpm
  - 最大トルク: 134 lb⋅ft (182 N⋅m; 19 kg⋅m) at 4,400 rpm
- 電気駆動モーター (MG2) 出力:[20][21]
  - 最大出力: 118 hp (120 PS; 88 kW)
  - 最大トルク: 149 lb⋅ft (202 N⋅m; 21 kg⋅m)

### FB20W
直噴FB20DはFB20Xと同様にマイルドパラレルハイブリッド構成でも使われた。このマイルドハイブリッドドライブトレインは日本（フォレスターは2018年7月、XVは2018年10月）および欧州（日本と同じモデル）市場向けのモデルの一部のグレードに適していた。
- 圧縮比: 12.5 : 1[24]
- 搭載: 2019年+ スバル・XV（日本仕様・欧州仕様）およびフォレスター（一部グレード）、2020年+ インプレッサ（日本仕様・欧州仕様）
- 合計出力:[25]
  - 最大出力: 107 kW (145 PS; 143 hp) at 6,000 rpm
  - 最大トルク: 188 N⋅m (19 kg⋅m; 139 lb⋅ft) at 4,000 rpm
- ガソリンエンジン出力:[26]
  - 最大出力: 145 PS (107 kW; 143 hp)
  - 最大トルク 188 N⋅m (19 kg⋅m; 139 lb⋅ft)
- 電気モーター出力:[25]
  - 最大出力: 10 kW (14 PS; 13 hp)
  - 最大トルク: 65 N⋅m (7 kg⋅m; 48 lb⋅ft)

## FB25
オーバースクエア（99.5 mm × 79 mm (3.92 in × 3.11 in)）のボアとストロークを持つ排気量2457 ccの先代EJ25型と比較して、FB25型はわずかに大きな排気量とオーバースクエア度合いが小さなボアおよびストロークを持つ。
共通仕様:
- 排気量: 2,498 cc (2.5 L) DOHC
- 内径 × 工程: 94 mm × 90 mm (3.70 in × 3.54 in)
- ボアピッチ: 113.0 mm

### FB25B
- 圧縮比: 10.0 : 1[28]
- 搭載:

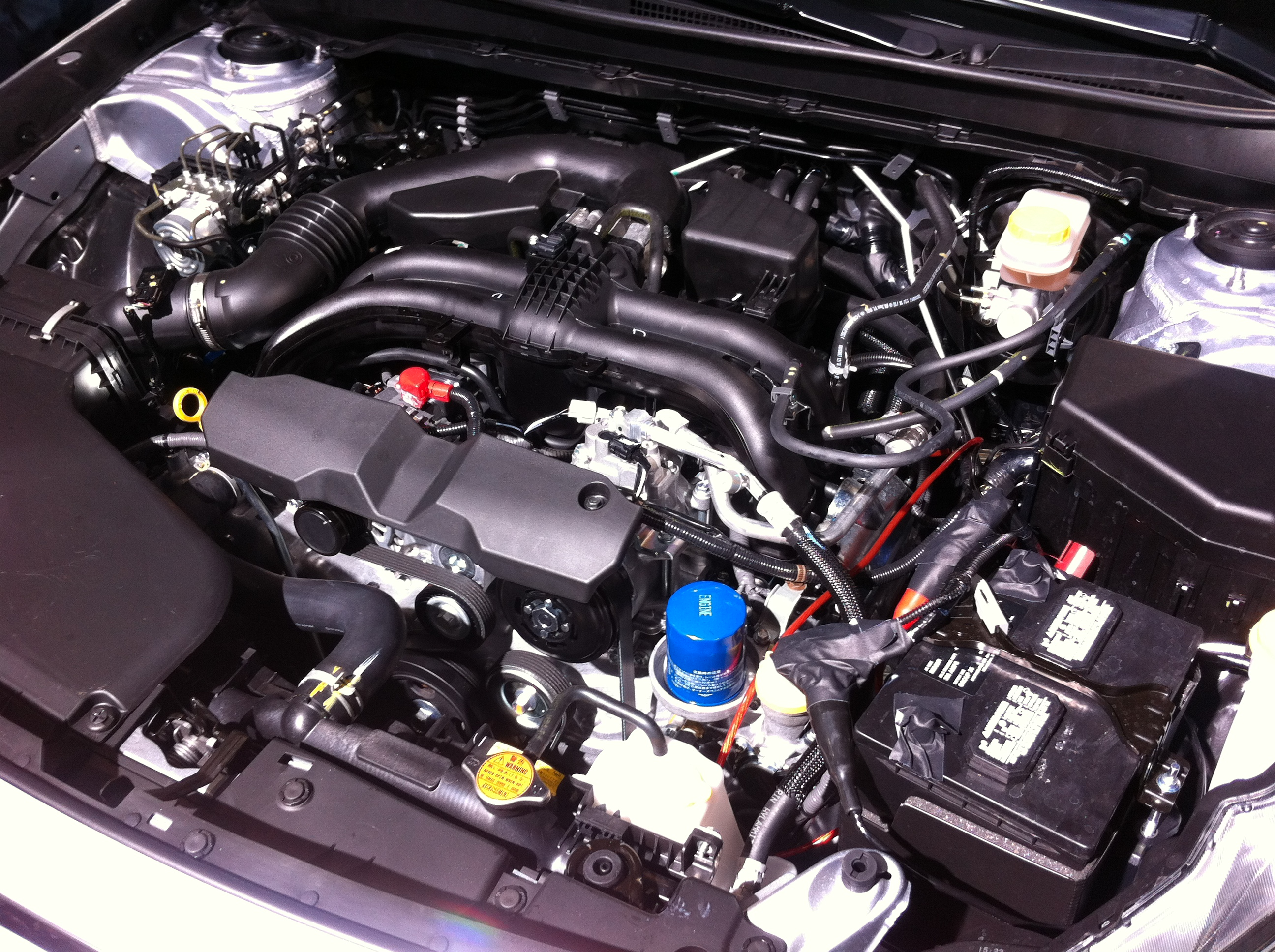
FB25
（6代目BN型レガシィ、ニューヨーク国際オートショー2014出展）

  - 2011–2018年 スバル・フォレスター（北米仕様）
    - 最大出力: 127 kW (172 PS) / 5,800 rpm
    - 最高トルク: 236 N⋅m (24.1 kgf·m) / 4,100 rpm

  - レガシィB4（BN9型、2014年10月-2020年7月）、レガシィアウトバック（BS9型、2014年10月- ）
    - 最大出力: 129 kW (175 PS) / 5,800 rpm[29]
    - 最高トルク: 235 N⋅m (24.0 kgf·m) / 4,000 rpm

  - レガシィツーリングワゴン（BRM型、2012年5月 - 2014年10月）、レガシィB4（BMM型、2012年5月 - 2014年10月）、レガシィアウトバック（BRM型、2012年5月 - 2014年10月）、エクシーガ → クロスオーバー7（YAM型、2012年7月 - 2018年3月）
    - 最大出力: 127 kW (173 PS) / 5,600 rpm
    - 最高トルク: 235 N⋅m (24.0 kgf·m) / 4,100 rpm

レガシィB4 BN9型とレガシィアウトバック BS9型への搭載に当たり、吸気タンブル流強化や、圧縮比の 10.0 から 10.3 への向上、重心位置を最適化した新型ピストン採用など、部品の約8割を新設計としている。

### FB25D

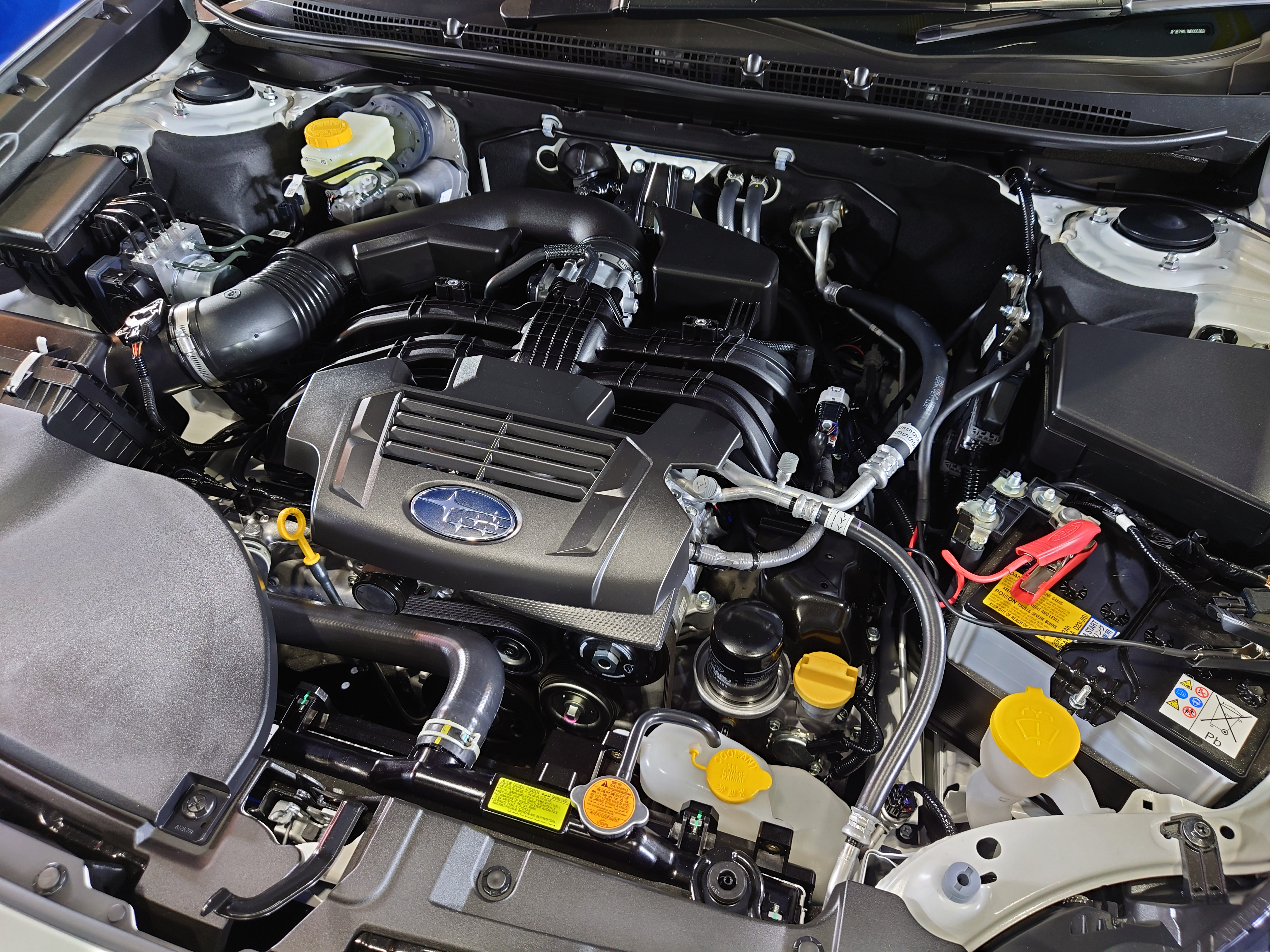
FB25D
（5代目BS9型アウトバック、バンコク国際モーターショー2021出展）

2019年式スバル・フォレスターは、2018年ニューヨーク国際オートショーにて改良された直噴FB25型エンジン（出力と燃費がわずかに上がっている）と共に発表された。第7世代の2020年式レガシィおよびアウトバックもそのベースエンジンとして改良型直噴FB25を採用した。
- 圧縮比: 12.0:1
- 最大出力: 182 hp (185 PS; 136 kW) at 5,800 rpm[31]
- 最大トルク: 176 lb⋅ft (239 N⋅m; 24 kg⋅m) at 4,400 rpm
- 搭載:
  - 2019年+ 北米 スバル・フォレスター、SK9型（2018年6月-2020年10月）
  - 2020年+ 北米 スバル・レガシィ
  - 2020年+ 北米 スバル・アウトバック
  - 2021年+ 北米 スバル・クロストレック